# Los hermanos Koala
Los hermanos Koala fue un programa de televisión infantil australiano/británico creado por Peter Curtis. producido por Spellbound Entertainment Limited, Kick Productions y BBC para CBeebies y ABC Kids. Trata sobre las peripecias de dos hermanos koalas —llamados Frank y Buster— que viven en una granja del desierto australiano y que gracias a su avión, patrullan la zona en busca de quien necesite su ayuda. Junto a su casa en la granja vive Mitzie y Ned. La serie versa sobre la necesidad de colaboración y ayuda entre los personajes, independientemente de dónde vivan y sus diferencias. Las historias transcurren en un tono muy ameno, sin catástrofes ni villanos.
Fue creado por el narrador de la serie, Jonathan Coleman, en los estudios de animación Spellbound Entertainment, Kick Productions y BBC; la animación está realizada en la técnica conocida como stop motion. Anteriormente se transmitía a través de cadenas de televisión tales como Discovery Kids de Latinoamérica, Canal Trece de Argentina, Boomerang y Cartoonito España, Televisión Española, entre otras.

## Personajes

### De la Granja
Frank Koala: un Koala que conduce el avión y es experto en armar cosas y tratar de ayudar, pero no sabe jugar tenis con Archie, el cocodrilo aunque puede con suerte. Tiene oportunidad con otros amigos.
Buster Koala: es el hermano de Frank que también está dispuesto a ayudar a los demás, es menos torpe frente a Frank, por ejemplo: Frank olvida siempre de poner gasolina al avión, Frank suelta el mapa sin saber, pero Buster resuelve ideas fáciles para idear, Buster gusta las galletas de mantequilla y el usa los prismáticos cuando está en el avión con Frank.
Ned: el Macho Wombat pequeño, bueno es mayor que Sammy, vive en una casa móvil rodante que siempre puede dormir con un reloj despertador, el no sabe armar cosas, es vecino de Frank y Buster, juega a ser aventurero, piloto y a los piratas con Mitzie, y será Policía cuando crezca.
Mitzie: Una Pósum amarilla con gafas y sandalias verdes que a veces Ned suelta al tropezar un poco, Mitzie vive con Frank y Buster, Mitzie y Ned gusta buscar aventuras tiene envidia, quiere a su amigo Ned como un hermano, Mitzie es capaz de ordenar a Sammy y es optimista de la granja.

### Del Pueblo
Sammy: el equidna, vendedor y dueño de la tienda de ultramarinos, tiene una motoneta pickup azul para cargar cajas con frutas y verduras y hacer el reparto de mercancías, tiene un reloj Cucú puesto en la tienda y Mitzie quiere ese reloj para quedar y ver el ave, también Sammy gusta mucho la luna, tanto que quisiera ser astronauta para llegar hasta Lolly.
George: es una Tortuga, el mejor cartero de la llanura desértica, George cuesta cargar paquetes pesados y aunque es lento en entregar el correo, siempre lo hace de maravilla y con mucho gusto. George gustaría ser tan rápido como Archie, también trabaja en la fábrica de mensajes para poner etiquetas nuevas. Los días que tiene libres Alice viste con ropa elegante y es un estupendo patinador.
Josie: La Canguro nerviosa, la mejor amiga de Mitzie, Josie se encarga de cuidar de la tienda cuando Sammy no está, salta muy bien la cuerda, aunque tiene patas enormes. Josie sabe bailar, pero tiene nervios cuando la gente la observa. También trabaja en la gasolineria de Sammy, poniendo combustible a los vehículos.
Alice: La Ornitorrinco olvidadiza que vive en un edificio con dos viviendas, hace pasteles de chocolate para invitar a cenar a Frank y Buster, Alice olvida siempre de las cosas cuando va a pedir ayuda a La Granja, aunque trata siempre de acordarse, monta en una motocicleta roja con uniforme y casco rojos, trabaja en el restaurante como camarera, con algunos problemas de hipo.

### Del Pantano
Archie: el cocodrilo siempre está moviéndose, practicando muchos deportes: tenis, atletismo, cricket, gimnasia, etc. Vive sólo en el desierto, en una casa rara cerca del pantano.
Penny: La pequeña Hembra Pingüino que Mitzie cree que era un pato, Pennie vino de la Hembra Antártida cerca de Hembra Australia para ayudar a Frank y Buster por primera vez, porque tiene corazón puro, come muchos peces fritos, Pennie gusta los helados y no habla nunca. No sabe jugar al cricket, pero Frank y Buster lo enseñan, también Pennie ayudan a hacer el suéter para Lolly.
Lolly: La emú adulta muy amable, es la vendedora de helados del desierto. Tiene una camioneta con máquina de hacer helados y una bocina con música muy fuerte para que Sammy escuche bien lejos, y los amigos acalorados la oigan para ir a comprar helado. Lolly y Sammy pone muy triste cuando tiene que despedirse.

## Doblaje
- Frank - Ezequiel Serrano
- Buster - Gonzalo Fumero
- Ned - Maythe Guedes
- Mitzie - Jhaidy Barbosa
- George - Manuel Bastos
- Sammy - Rolman Bastidas
- Josie - Anabel Peña
- Alice - Melanie Henríquez
- Archie - Kaihiamal Martínez
- Lolly - Valeria Castillo
- Narrador - Juan Guzmán